# Shinobius orientalis
Shinobius orientalis är en spindelart som först beskrevs av Takeo Yaginuma 1967.  Shinobius orientalis ingår i släktet Shinobius och familjen Trechaleidae. Inga underarter finns listade i Catalogue of Life.